# McAfee
McAfee, Inc. — американська компанія, яка спеціалізується на розробці систем захисту і аналізу шкідливого та небажаного програмного забезпечення, провідний постачальник антивірусних рішень.

## Історія
28 лютого 2011 року, McAfee стала дочірньою компанією корпорації Intel.
Головний офіс компанії розташований у місті Санта-Клара, Каліфорнія (США).

## Діяльність
У червні 2023 року, McAfee створив нове комплексне рішення безпеки для клієнтів малого бізнесу, які співпрацюють з Dell. Новий пакет під назвою McAfee Business Protection захищає від різних загроз і поєднує в собі брандмауер, моніторинг даних у даркнеті, VPN, захист веб-перегляду, захист особистих даних та інші функції безпеки. McAfee стверджує, що новий продукт допомагає захистити компанії від шкідливих програм і вірусів, а також є простим у використанні.
У серпні 2023 року, компанія McAfee виявила 43 шкідливих додатки для Android в офіційній крамниці застосунків Google Play. Застосунки таємно показували рекламу, поки екран телефону був вимкнений, що своєю чергою це призводило до швидкої розрядки батареї. Додатки маскувалися під плеєри, новинні агрегатори та інші, на перший погляд, корисні програми. Загалом користувачі їх завантажили 2,5 мільйона разів, переважно у Південній Кореї. Після повідомлення McAfee, Google видалив додатки з крамниці застосунків.
На початку січня 2024 року, компанія McAfee, що входить до App Defense Alliance, виявила 14 заражених програм у Google Play, причому 3 з них мали по 100 000 установок. Невідомий раніше бекдор для Android під назвою «Xamalicious» заразив близько 338 300 пристроїв через шкідливі програми в Google Play. Встановлено, що користувачі, встановлювали їх з середини 2020 року. Крім того, окремий набір з 12 шкідливих програм, що несуть загрозу «Xamalicious», статистика завантажень яких недоступна, поширюється в неофіційних сторонніх магазинах програм, заражаючи користувачів через завантажувані файли APK (пакет для Android).